# Ciclopropano
Il ciclopropano è un idrocarburo ciclico formato da tre atomi di carbonio e da sei atomi di idrogeno (C3H6) o (CH2)3, da cui il vecchio nome di trimetilene datogli dallo scopritore A. Freund nel 1882. È una molecola di simmetria elevata (D3h) ed il più semplice dei cicloalcani. L'anello è il più piccolo possibile: questo e la tensione che ne deriva (vide infra) fa del ciclopropano una molecola di notevole interesse teorico e determina inoltre una particolare reattività, con la possibilità di apertura dell'anello stesso e quindi della rottura di un legame C–C.
A temperatura ambiente è un gas incolore facilmente liquefacibile, dall'odore idrocarburico dolce, molto infiammabile.  Alcuni suoi derivati rivestono importanza in campo biologico e biochimico. È stato usato come anestetico.

## Struttura e proprietà
Il ciclopropano, pur essendo cineticamente stabile, è un composto endotermico: ΔHƒ° = +39,30 kJ/mol; infatti, riscaldato ad alta temperatura (450-500 °C), si isomerizza a propene (meno endotermico,  ΔHƒ° = +20,41 kJ/mol) e i meccanismi di questa reazione sono stati esaminati in dettaglio; se la stessa è operata con nichel metallico come catalizzatore, la reazione procede già a partire da 120 °C, mentre per l'analoga reazione del ciclobutano occorrono 200 °C.
Con un'indagine di diffrazione elettronica in fase gassosa è stato possibile determinare per il ciclopropano le lunghezze di legame C-C, (150,1 pm) e queste risultano minori della lunghezza C-C standard negli alcani, che è di 154 pm; la lunghezza dei legami C-H è di 108,3 pm, lievemente minore del normale (109 pm);  gli angoli ∠HCH, di 114,5°, risultano maggiori del valore atteso per l'ibridazione sp3 (109,5°) e sono maggiori che nel CH2 nel propano (106,1°), che è il corrispondente idrocarburo a catena aperta.

## Tensione angolare e torsionale
I tre atomi di carbonio del ciclo giacciono nei vertici di un triangolo equilatero, ma gli angoli di 60° che necessariamente ne risultano si allontanano notevolmente dall'angolo di legame ideale (109,5°) del carbonio ibridato sp3; ciò genera una forte tensione angolare, la quale comporta il piegamento dei legami C-C verso l'esterno (banana bonds), indebolendoli. Tutti gli atomi di idrogeno sono poi necessariamente tenuti in posizione eclissata (angolo diedro HCCH = 0°) e ciò dà luogo a tensione torsionale (o di eclissamento), la quale invece può essere parzialmente evitata nel ciclobutano non esattamente planare.
La somma di queste due tensioni (angolare e torsionale) costituisce la tensione d'anello, cui corrisponde un surplus di energia potenziale nella molecola e quindi una sua minore stabilità. Tale destabilizzazione ammonta a 27,5 kcal/mol (~9,2 kcal/mol per atomo C), appena maggiore di quella del ciclobutano (26,5 kcal/mol, ma solo 6,6 kcal/mol per atomo C).
Tutto questo si riflette in un comportamento chimico che differisce dai cicloalcani con anelli ad almeno cinque termini o superiori. Questo si evidenzia, in particolare, in una certa facilità a subire reazioni di apertura dell'anello tramite reazioni di addizione: addizione di H2 (idrogenazione catalitica) a dare propano, addizione di acidi alogenidrici HX ed anche di alogeni X2 per dare derivati a catena aperta: alogenuri di 1-propile e 1,3-dialogenopropano, rispettivamente; ancora, addizione di acqua in ambiente acido, per dare n-propanolo. In tali reazioni il ciclopropano viene in parte ad assomigliare al comportamento degli alcheni. Differisce però da questi ultimi nei riguardi dell'ossidabilità a freddo: con permanganato diluito o con ozono non reagisce.

### Ciclopropile
Il ciclopropile (ciclo-C3H5–), come sostituente, è un gruppo funzionale che assomiglia al vinile nella sua capacità di stabilizzare un radicale o un carbocatione adiacenti: in questo senso il ciclopropilmetile è spesso paragonato all'allile o al benzile. Attraverso indagini di RMN e altri studi, a proposito del carbocatione ciclopropilmetile [(ciclo-C3H5)–CH2+] , si trova che l'orbitale p vuoto presente sul C cationico ibridato sp2 giace parallelo al piano dell'anello triatomico (omoconiugazione, conformazione bisecata) e che questa la disposizione è analoga a quella che si ha nella coniugazione di un anello ciclopropanico con un doppio legame adiacente.

## Sintesi
- Sintesi di Wurtz:

```
Br-CH
2
-CH
2
-CH
2
-Br + 2 Na →  CH
2
--CH
2
 + 2 NaBr

                             \   /
                              CH
2
```

Questa reazione può avvenire anche con altri alogenuri alchilici bi-sostituiti (1,3-dicloro propano, ad esempio) e può essere catalizzata anche da altri metalli (ad esempio lo zinco).
- Addizione di carbene agli alcheni:

```
CH
2
=CH
2
 + CH
2
N
2
  →  CH
2
--CH
2
 
                     \  /
                      CH
2
```

In realtà CH2N2 è una molecola di diazometano, composto che in presenza di luce genera il carbene (.CH2.), che è un radicale con due elettroni spaiati. Quest'ultimo è capace di inserirsi nel doppio legame formando il ciclo.

## Reazioni
- Combustione:

```
 CH
2
--CH
2
 +  9/2 O
2
  →  3 CO
2
  +  3 H
2
O
 + calore
  \   /
   CH
2
```

- Idrogenazione a dare il propano:

```
 CH
2
--CH
2
  +  H
2
  →  CH
3
-CH
2
-CH
3
 

  \   /
   CH
2
```

- Trattamento con acidi alogenidrici (HCl,HBr,HI) a dare l'alogenuro alchilico corrispondente:

```
 CH
2
--CH
2
  +  HX  →  CH
3
-CH
2
-CH
2
-X 

  \   /
   CH
2
```